# Nie damy ziemi, skąd nasz ród
Nie damy ziemi, skąd nasz ród – polski film niemy z 1920 roku w reżyserii Władysława Lenczewskiego, opowiadający o powstaniu śląskim.
Film był też wyświetlany pod alternatywnymi tytułami Męczeństwo ludu górnośląskiego i Krwawa walka na Górnym Śląsku. Film nie zachował się.

## Opis fabuły
Sztygar walczy na froncie wschodnim. Na wieść o wybuchu powstania na Górnym Śląsku wraca i przystępuje do walczących powstańców. Towarzyszy mu, zakochana w nim, młoda szlachcianka.

## Obsada
- Tadeusz Skarżyński – sztygar
- Helena Bożewska – szlachcianka
- Józef Janowski
- Antoni Różański
- Paweł Owerłło
- Józef Chmieliński

Źródło.